# Schießluke

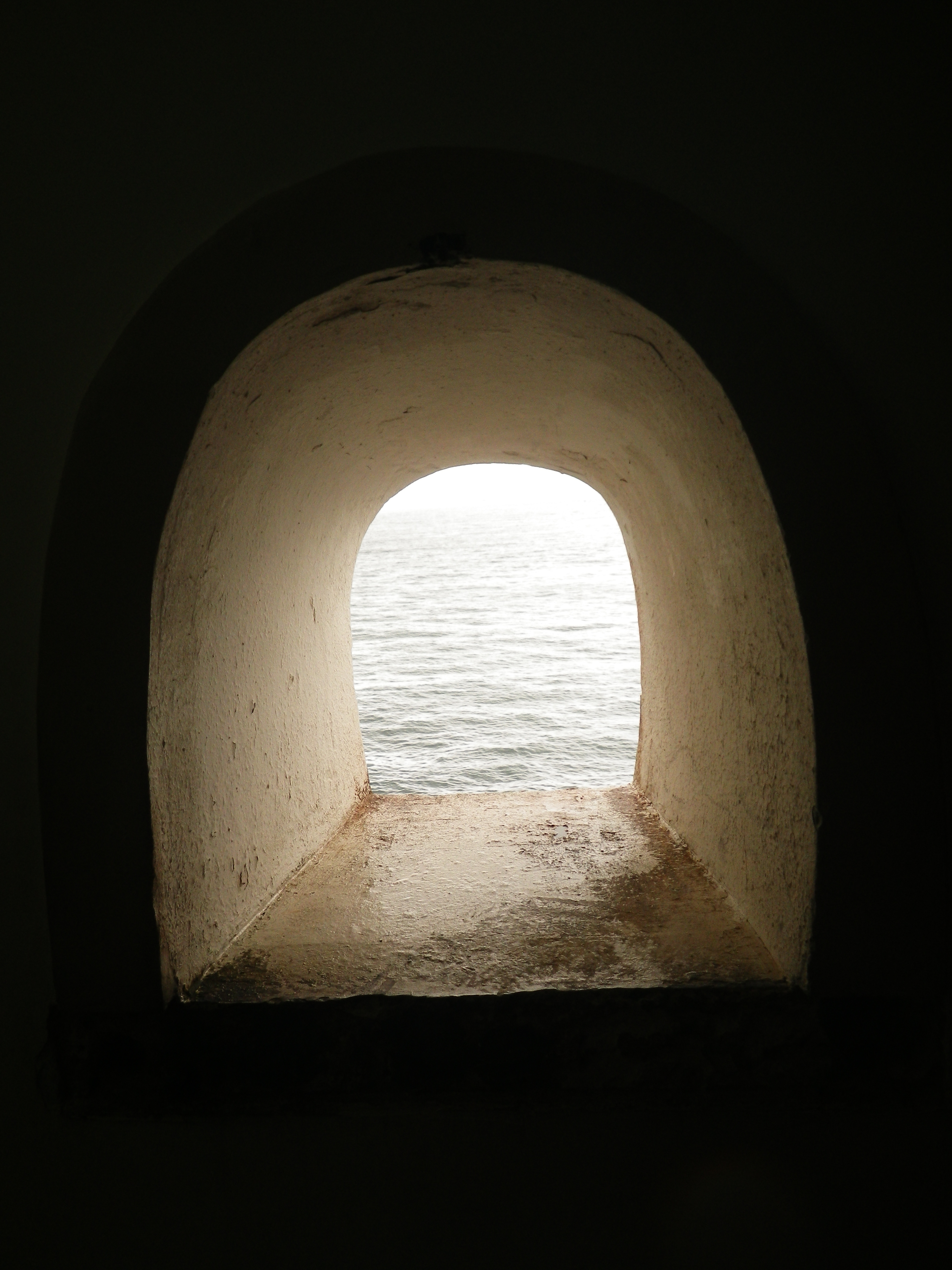
Schießluke der Festung von Niteroi

Eine Schießluke ist im Fortifikationswesen eine Öffnung innerhalb einer Befestigung, beispielsweise eines Wehrturms, die den Einsatz von Geschützen wie z. B. Ballisten bei gleichzeitig möglichst hoher Deckung erlaubt.
Schießluken waren meist in den oberen Geschossen der Wehrtürme angebracht, während die unteren Geschosse mit Schießscharten für Bogen- und Armbrustschützen versehen waren.
Für den Einsatz von Geschützen mussten die Schießluken wesentlich breiter sein als Schießscharten, in der Regel betrug ihre Breite etwa einen halben Meter. Sie konnten in der Regel mit Holzklappen verschlossen werden, die zum Schießen hochgezogen wurden und während des erneuten Spannens des Geschützes herabgelassen wurden, um das Turminnere gegen Beschuss von außen zu schützen.